# Евакуація (фільм, 2020)
«Евакуація» (англ. Extraction) — американський бойовик від режисера Сема Харгрейва за сценарієм Джо Руссо, заснований на коміксі «Ciudad» Енді Паркса, Джо Руссо, Ентоні Руссо, Фернандо Леона Гонсалеса та Еріка Скіллмана. В головних ролях: Кріс Гемсворт, Рудракш Джайсвал, Девід Гарбор, Панкадж Тріпаті, Рандіп Худа, Гольшіфте Фарахані, Марк Донато, Фей Мастерсон та Дерек Люк.
Прем'єра фільму відбулась 24 квітня 2020 року на Netflix. Фільм отримав змішані відгуки, критики оцінили акторську гру Кріса Гемсворта і Рандіпа Худи, а також поставлені трюки, але відмітили слабкий сюжет та занадто багато сцен насильства.

## Сюжет
Ові Махаджан-молодший, син ув'язненого індійського наркобарона Ові Махаджана-старшого, тікає з дому, щоб відвідати клуб зі своїм другом. На вечірці вони йдуть у гараж покурити, де стикаються з корумпованими поліцейськими, які працюють на конкурента - бангладешського наркобарона Аміра Асіфа. Вони стріляють у друга Ові-молодшого і викрадають його.
Дізнавшись про це, Саджу Рав - колишній підполковник парашутно-десантних військ індійської армії та захисник Ові-молодшого - відвідує Ові-старшого у в'язниці. Не бажаючи платити викуп або віддавати свої території Аміру, оскільки це зашкодить його престижу, Ові-старший наказує Саджу визволити сина, погрожуючи вбити власного сина, якщо той відмовиться це зробити.
Тайлер Рейк, колишній оператор SASR австралійської армії, який став найманцем на чорному ринку, завербований своїм партнером і колегою-найманцем Ніком Ханом, щоб врятувати Ові-молодшого з Дакки, Бангладеш. Тайлер і команда Хана готуються до визволення Ові-молодшого, а люди Ові-старшого мають намір заплатити їм, як тільки Ові-молодшого буде звільнено.
Тайлер рятує Ові-молодшого, вбиває його викрадачів і доправляє його до місця викрадення. Дізнавшись про втечу Ові-молодшого, Асіф наказує начальнику місцевої поліції, полковнику Рашиду, негайно перекрити Дакку, заблокувати всі мости та виїзди з міста. Люди Ові-старшого навмисно не переказують гроші, оскільки з'ясовується, що влада заморозила банківський рахунок Ові-старшого, тож у нього не було коштів, щоб заплатити найманцям.
Саджу вбиває товаришів по команді Тайлера і намагається вбити самого Тайлера, щоб врятувати Ові-молодшого і виманити у найманців гроші. Хан організовує вертоліт, щоб вивезти Тайлера за місто, і просить його покинути Ові-молодшого, оскільки контракт анульовано. Тайлер відмовляється залишити Ові-молодшого, його переслідують спогади про власного сина, якого він покинув, бо не міг більше бачити, як той страждає від лімфоми.
Після втечі від Саджу та корумпованих тактичних підрозділів столичної поліції Дакки, які перебувають на утриманні Асіфа, Тайлер відбивається від банди хлопців на чолі з Фархадом, молодим злочинцем, який прагне справити враження на Асіфа. Тайлер телефонує своєму другові Гаспару, відставному американському поліцейському, який живе в Дакці, і вони з Ові-молодшим залягають на дно в будинку Гаспара на вечір.
Гаспар розповідає, що Асіф призначив за Ові-молодшого нагороду в 10 000 000 доларів, яку він пропонує розділити з ним, якщо Тайлер дозволить йому вбити хлопця. Той відмовляється і б'ється з Гаспаром, який бере гору, але Ові вбиває його з власного пістолета Гаспара. Тайлер телефонує Саджу і просить його про допомогу, і вони об'єднуються, щоб втекти з Дакки.
Тайлер відволікає увагу від замаскованих Саджу та Ові-молодшого, коли вони пробираються через контрольно-пропускний пункт на мосту, щоб прикрити свою втечу. Хан та її решта найманців підходять з протилежного боку мосту, а Асіф здалеку спостерігає за ними в бінокль. У перестрілці, що зав'язалася, Саджу отримує кулю від Рашида, якого, в свою чергу, вбиває Хан. Поранений Тайлер наказує Ові-молодшому бігти до гелікоптера Хана. Коли важкопоранений Тайлер біжить за ним, Фархад стріляє йому в шию і, побачивши, що Ові-молодший у безпеці, падає в річку. Ові-молодший, Хан і команда рятувальників тікають до Мумбаї в пошуках порятунку.
Вісім місяців потому Хан зустрічає Асіфа в туалеті і швидко стріляє в нього на смерть. Тим часом Ові-молодший, який повернувся до Мумбаї, стрибає в шкільний басейн, щоб потренуватися затримувати дихання, повторюючи сцену, в якій Тайлер хронологічно з'являється у фільмі. Він виринає і бачить розмите видіння чоловіка, схожого на Тайлера, який спостерігає за ним.

## В ролях
- Кріс Гемсворт — Тайлер Рейк
- Рудракш Джайсвал — Ові Махаджан-молодший
- Рандіп Худа[en] — Саджу
- Пріяншу Пайнюлі — Амір Асіф
- Гольшіфте Фарахані — Нік Хан
- Панкадж Тріпаті — Ові Махаджан-старший
- Сурадж Рікаме — Фархад
- Девід Гарбор — Гаспар
- Адам Бесса — Яз Хан
- Шатаф Фігар — полковник елітних військ Бангладеша, який працює на Аміра
- Неха Махаджан — Нейса, дружина Саджу
- Сем Гаргрейв[en] — Гейтан

## Виробництво
31 серпня 2018 року було оголошено, що Сем Харгрейв стане режисером фільму «Дакка» за сценарієм Джо Руссо. Кріс Гемсворт мав отримати головну роль в цьому фільмі. В листопаді 2018 року весь акторський склад бул повністю ухвалено.
Зйомки розпочались в Ахмадабаді та Мумбаї в листопаді 2018 року. В картину потрапили зйомки з Бан Понга, Ратчабурі, Таїланда, Дакки, Бангладеша. При цьому акторський склад працював в Накхонпатхомі. Основне виробництво закінчилось в березні 2019 року. Назва фільму спершу була змінена на «З вогню», а 19 лютого 2020 року стало відомо, що остаточною назвою буде «Евакуація» (англ. Extraction).